# Ferdinando Cavalleri
Pour les articles homonymes, voir Cavalleri.
Ferdinando Cavalleri, né le 16 mars 1794 à Rome, où il est mort le 20 août 1865, est un peintre et un portraitiste italien.

## Biographie
Ferdinando Cavalleri est né en 1794 à Turin,, ou le 16 mars 1794 à Rome,. Il étudie l'art à Rome,. Il acquiert une certaine réputation par la vérité de l'expression de ses personnages ; il devient professeur à l'académie de Saint-Luc.
Selon le RKD il est mort le 20 août 1865 à Rome, selon le Thieme-Becker le 22 août 1865, d'après le Bryan's dictionary il est mort en 1867 et d'après La Grande Encyclopédie il s'est suicidé cette année-là.

## Œuvre

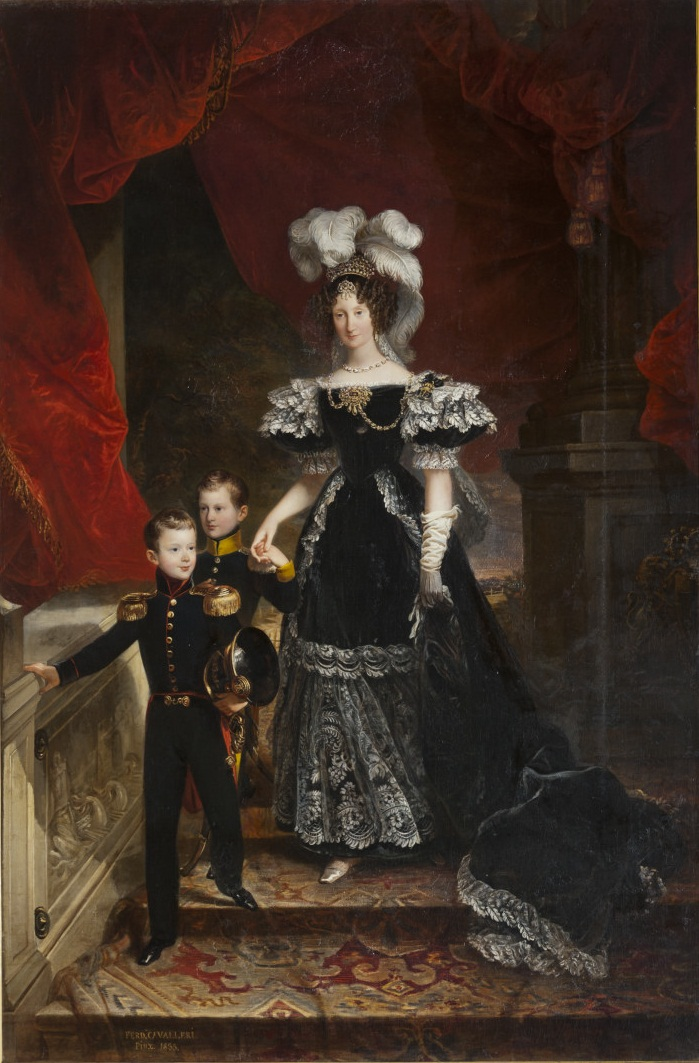
Portrait de Marie-Thérèse d'Autriche, Reine du Piémont avec ses fils, 1832.

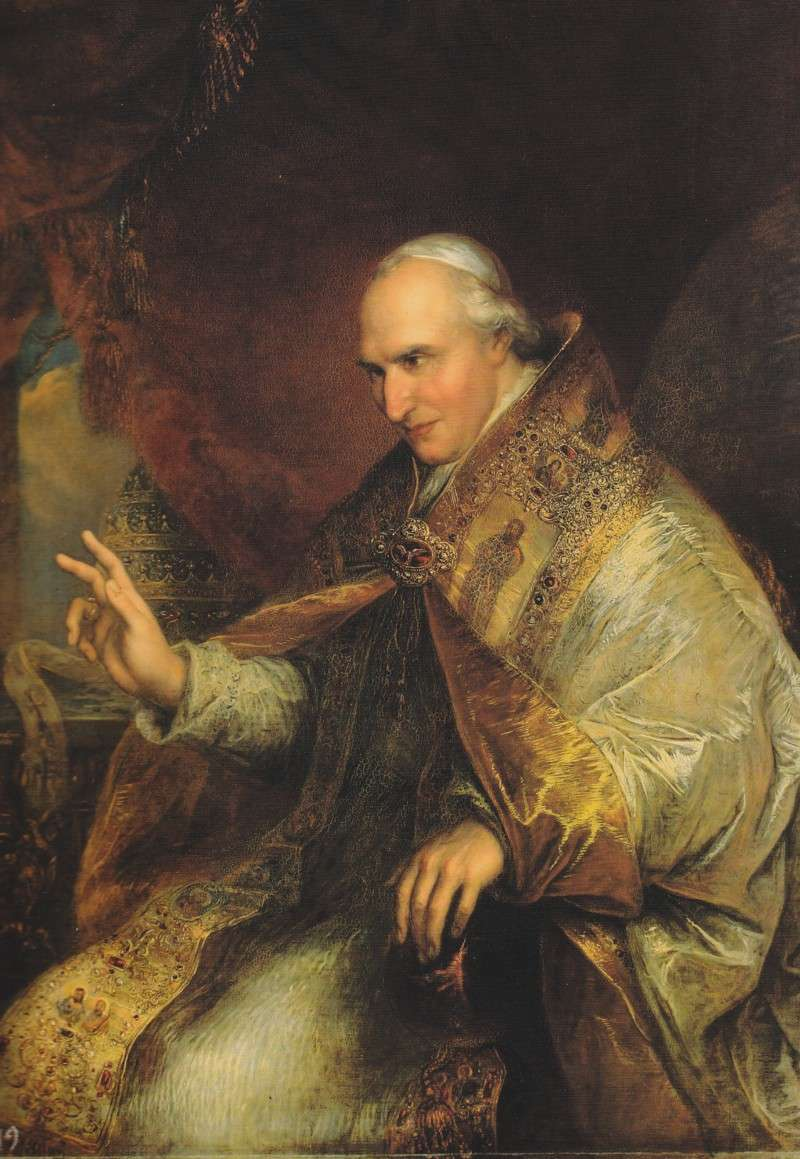
Portrait du pape Pie, 1829.

Ses œuvres les plus remarquées sont : 
- le Suplice de Beatrice Cenci[2]
- l'Incendie de la basilique de Saint-Paul[2]
- la Mort de Léonard de Vinci[2]
- le Prince Eugène après la victoire de Peterwardein[2]